# Marinus Boezem
Marinus Boezem (Leerdam, 28 gennaio 1934) è un artista olandese.

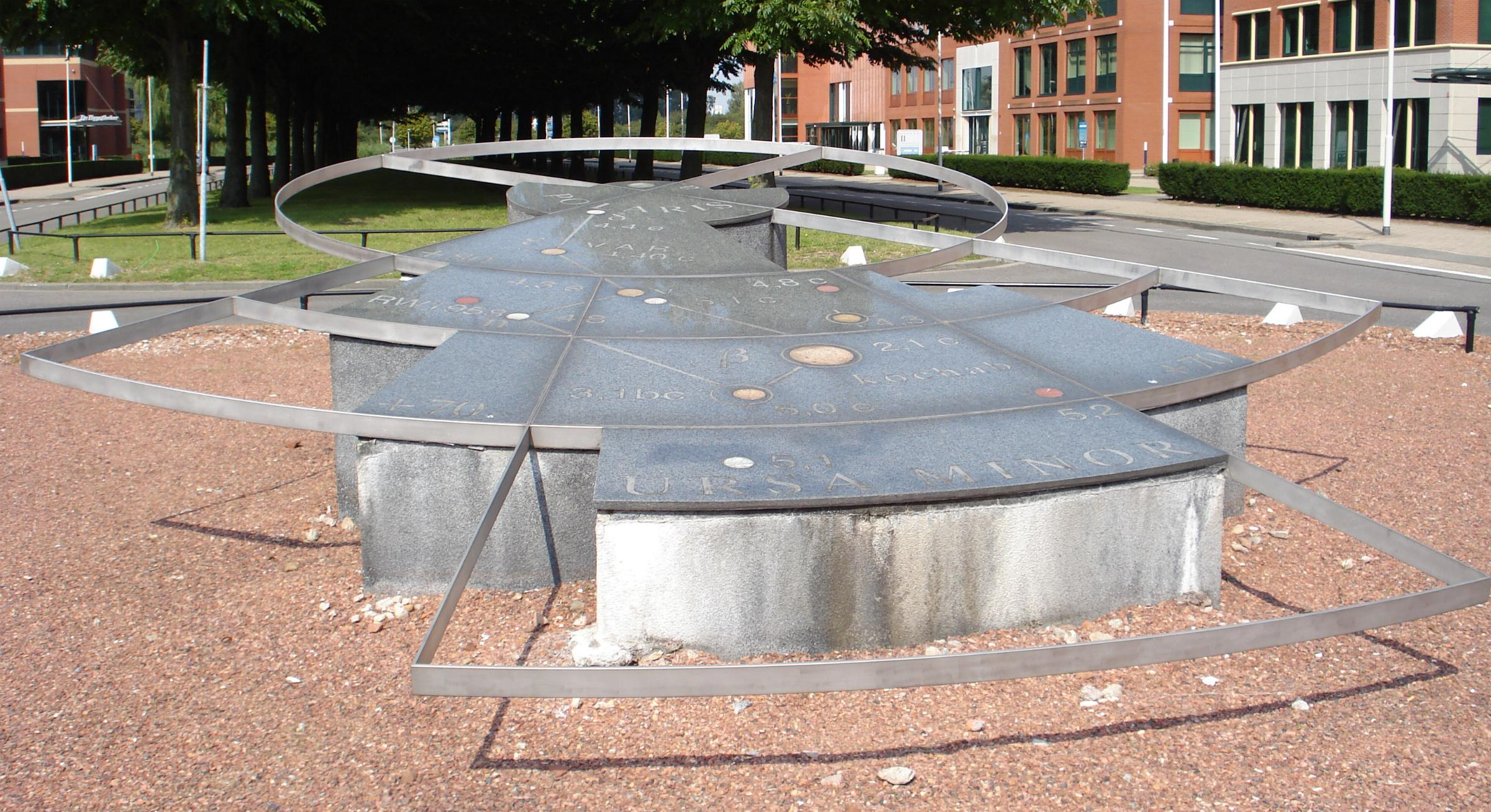
Polaris & Octans (1997) a Rotterdam

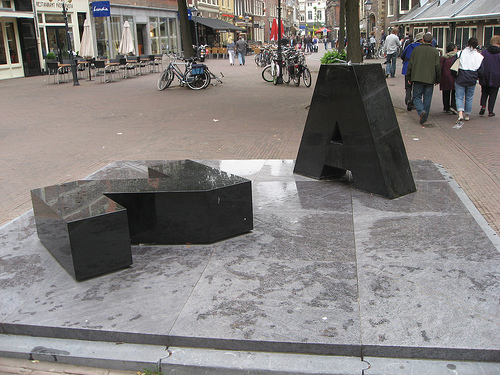
AZ (2007) a Haarlem

È conosciuto per le sue sculture, installazioni e opere concettuali. Ha realizzato molte opere di Land art. Nel 1969 insieme a Richard Long, Barry Flanagan, Dennis Oppenheim, Robert Smithson, Jan Dibbets, Walter De Maria e Michael Heizer ha partecipato alla mostra televisiva Land Art creata da cineasta tedesco Gerry Schum. Nel 1972 ha preso parte alla Documenta 5 di Kassel.

## Opere
- Untitled, 1968
- Sand Fountain, 1969
- Signing the sky, 1969, triptyque, 122 x 145 cm (chaque photo), Musée d'art de Toulon.
- The Absence of the Artist[2], 1970
- De Groene Kathedraal, 1978-1996

## Musei
Le opere di Marinus Boezem sono state esposte in importanti musei tra cui:
- Stedelijk Museum Amsterdam
- Museo Kröller-Müller, Otterlo
- The Corcoran Gallery of Art, Washington
- Empress Place Museum, Singapore
- Van Abbemuseum, Eindhoven
- Brooklyn Museum, New York
- Museum of Contemporary Art, Chicago
- Municipal Museum of Fine Arts, Kyoto
- Royal Institute of British Architects Gallery, Londra